# Кастелланца
Кастелланца (итал. Castellanza) — город и коммуна в Италии, располагается в провинции Варесе области Ломбардия.
Население составляет 14 659 человек (на 2004 г.), плотность населения составляет 2428 чел./км². Занимает площадь 6 км². Почтовый индекс — 21053. Телефонный код — 0331.
Покровителем коммуны почитается святой Иулий Ортский. Праздник ежегодно празднуется 31 января. 
Его пересекает река Олона, которая разделяет территорию на две части.